# Kerstin Blodig
Kerstin Blodig (* in Berlin) ist eine deutsch-norwegische Folkmusikerin die auf traditionelle nordische Musik spezialisiert ist.

## Leben und Wirken
Kerstin Blodig studierte in Berlin und Bergen (Norwegen) Musikwissenschaft und Nordistik. Ihr Schwerpunkt lag auf dem keltischen und dem skandinavischen Bereich, und spielt verschiedene Zupfinstrumente wie Gitarre, Bouzouki, Mandoline und Banjo und schlägt die irische Rahmentrommel Bodhrán. Sie tritt beziehungsweise trat in verschiedenen keltischen Musikgruppen auf, wie Touchwood, Talking Water und Norland Wind (hier zusammen mit den Clannad-Mitgliedern Pádraig und Noel Duggan). 
In dem Pan-Skandinavischen Frauen-Trio Huldrelokkk (das Dreifach-K steht für die drei Mitglieder) ist jeweils eine Vertreterin der norwegischen (sie selbst), der schwedischen und der dänischen Folklore vertreten. Ihre Vorliebe für die norwegische Folklore, die in ihren norwegischen Wurzeln begründet ist, lebt sie als Solistin und im Duo Kelpie aus (ihr Partner ist der Schotte Ian Melrose).
Ihr Solo-CD-Debüt Valivann wurde im Mai 2002 mit dem Preis der deutschen Schallplattenkritik ausgezeichnet und erschien in Nordamerika bei dem renommierten Weltmusik-Label Allegro. Ihre zweite CD Trollsang erhielt ebenfalls viel Aufmerksamkeit.
Kerstin Blodig tourt seit gut 30 Jahren mit ihren Projekten regelmäßig durch Deutschland, die Niederlande, Norwegen, Schweden, Dänemark, Schottland, die USA und Kanada, aber auch sporadisch durch andere Länder. Neben ihrer eigenen Musikkarriere assistiert sie auch im Studioaufnahmeprozess anderer Künstler. Des Weiteren wirkte sie bei verschiedenen Theaterprojekten sowie Filmmusikproduktionen mit. Sie hat mit ihren verschiedene musikalischen Projekten 21 CDs produziert und co-produziert.

## Stil
Die Sängerin und Gitarristin Kerstin Blodig trägt nordische Traditionals und diesem Konzept angepasste Eigenkompositionen vor. Ihr Stil wird daher als Nordic Folk bezeichnet.
Sie selbst unterscheidet die Musik ihrer Projekte: Als Solokünstlerin versteht sie sich als Interpretin von „Scandinavian World-Music“. Mit Kelpie kombiniert sie keltisch-skandinavische Weisen mit „New Acoustic Music“. Den Stil von Talking Water bezeichnet sie als „Groovy Celtic Ethnopop“. 

## Diskografie
- 2002: Valivann. Rhythmic Ballads from Both Sides of the North Sea (Alula Records)
- 2004: Trollsang (Westpark Music)
- 2008: Nordisk Sjel (Westpark Music)
- 2015: Out of the Woods (Stockfisch Records)

Mit Kelpie (Duo mit Ian Melrose)
- 2002: Kelpie. From Celtic-Scandinavian Roots of New Acoustic Music (Westpark Music)
- 2007: Var det du – var det deg? (Westpark Music)
- 2010: Kelpie: Live! (Westpark Music)
- 2012: Desembermåne – December Moon (Westpark Music)
- 2019: Danse mi vise (Westpark Music)

Mit Touchwood
- 1995: Passion Play (Slow Motion Records)

Mit Norland Wind
- 2000: Norland Wind – Atlantic Driftwood. Harp Music & Song from the Celtic Northwest (Slow Motion Records)
- 2002: December Journey (Alula Records)
- 2002: Norland Wind – Atlantic Driftwood. Harp Music & Song from the Celtic Northwest (Laika Records)
- 2004: From Shore to Shore (Laika Records)
- 2013: Storm in a Teacup (Laika Records)

Mit Talking Water
- 2000: Western Winds on Celtic Shores (Biber Records)
- 2006: Power of the Moon (Westpark Music)

Mit Huldrelokkk
- 2011: Trolldans (Westpark Music)
- 2015: I levende live (Westpark Music)
- 2023: Flickor alla (Westpark Music)